# Macropsis grossa
Macropsis grossa är en insektsart som beskrevs av Dubovsky 1966. Macropsis grossa ingår i släktet Macropsis och familjen dvärgstritar. Inga underarter finns listade i Catalogue of Life.